# Yūnagi Loop
Albums de Māya Sakamoto
Shōnen Alice
(2003) 30Minutes Night Flight
(2007)
Singles
Yūnagi Loop (夕凪LOOP) est le 5e album de Māya Sakamoto, sorti sous le label Victor Entertainment le 26 octobre 2005 au Japon. Une réédition est sortie le 24 mars 2010.

## Présentation
Cet album a atteint la 8e place du classement de l'Oricon et reste classé pendant six semaines, pour un total de 45 552 exemplaires vendus. L'édition first contient en plus un cédérom sur lequel se trouvent deux clips Loop et Honey Come. Il contient le single Loop.

## Liste des titres
| 1.  | Hello                                           | Māya Sakamoto    | Shusui, Robin Fredrikson, Ola Larsson, Fredeik Hult | Ryosuke Nakanishi | 5:18 |
| 2.  | Honey Come (ハニー・カム)                       | Takashi Hamazaki | h-wonder                                            | h-wonder          | 4:50 |
| 3.  | Loop (ループ)                                   | h's              | h-wonder                                            | h-wonder          | 5:24 |
| 4.  | Wakaba (若葉)                                   | Māya Sakamoto    | Shusui                                              | Ryosuke Nakanishi | 5:23 |
| 5.  | Paprika (パプリカ)                              | Yuho Iwasato     | Takeshi Nakatsuka                                   | Takeshi Nakatsuka | 3:54 |
| 6.  | My Favorite Books                               | h's              | Ryo Yoshimata                                       | Ryo Yoshimata     | 4:20 |
| 7.  | Tsuki to Hashirinagara (月と走りながら)         | Takashi Hamazaki | Takashi Hamazaki                                    | Takashi Hamazaki  | 3:54 |
| 8.  | No Fear / Ai Suru Koto (NO FEAR / あいすること) | Syoko Suzuki     | Syoko Suzuki                                        | Syoko Suzuki      | 4:12 |
| 9.  | Unison (ユニゾン)                               | Yuho Iwasato     | Shusui                                              | Ryosuke Nakanishi | 5:41 |
| 10. | Fuyu Desu ka (冬ですか)                         | Māya Sakamoto    | h-wonder                                            | h-wonder          | 4:55 |
| 11. | Yūnagi Loop (夕凪ループ)                        | Māya Sakamoto    | Takeshi Nakatsuka                                   | Takeshi Nakatsuka | 4:55 |
| 12. | A Happy Ending                                  | Māya Sakamoto    | Syoko Suzuki                                        | Syoko Suzuki      | 2:55 |

| 1. | Honey Come (ハニー・カム) |  |
| 2. | Loop (ループ)             |  |